# L&YR Bogie Coal Wagon 42
Der offene Güterwagen mit Drehgestellen für den Kohletransport (im Englischen mit Bogie Coal Wagon bezeichnet) nach Musterblatt 42 der britischen Lancashire and Yorkshire Railway (L&YR) entstand 1901 in den eigenen Werkstätten der Eisenbahngesellschaft in Newton Heath.

## Geschichte
Diese ersten offenen Drehgestellwagen entstanden nach einem Besuch des Führungspersonals der L&YR in den Vereinigten Staaten und erinnern daher ein wenig an die in den USA schon länger verbreiteten Gondolas. Es waren die ersten Güterwagen die, bis auf die Beschläge, hellgrau lackiert wurden. Zuvor waren Güterwagen bei der L&YR aus unlackiertem Holz mit schwarzen Beschlägen. Außerdem waren es die ersten Güterwagen, auf denen die Initialen der Gesellschaft angebracht wurden. Neben den 1902 gebauten offenen und gedeckten Drehgestellwagen nach Musterblatt 45 war dies die einzige Baureihe, die mit sehr großen fast 69 cm hohen Initialen „L & Y“ gekennzeichnet wurden. Das „&“ wurde danach wieder weggelassen und die Initialen nur noch 46 cm hoch abgebildet.
Wie lange diese Wagen im Einsatz waren, ist nicht genau bekannt.